# Patrik Černý
Patrik Černý (* 18. května 1995 Hradec Králové) je několikanásobný mistr světa ve freestyle footbagu. 
Footbag začal hrát v roce 2007, kdy se zároveň zúčastnil svého prvního mistrovství České republiky, kde získal 3. místo v kategorii začátečníků (intermediate). Během 2 let začal soutěžit mezi profesionály, kde v roce 2018 vyhrál své první mistrovství světa v kategorii jednotlivců (Open singles freestyle). Ve stejném roce vyhrál v kategorii jednotlivců také mistrovství Evropy a mistrovství České republiky. Mistrovství světa od té doby vyhrál v letech 2020 (online) a to v kategorii dvojic (Open doubles freestyle) a 2021, 2022 v jednotlivcích. 
V roce 2018 se umístil na 5. místě v anketě Nejúspěšnější sportovec roku Královéhradeckého kraje.
Mimo soutěžení se věnuje veřejnému vystupování. V roce 2016 vytvořil s Tomášem Tučkem exhibiční tým „Footbagshow“. Mají společně také dva české i světové rekordy z festivalu rekordů v Pelhřimově. 